# Radikal 204
Radikal 204 mit der Bedeutung „Näharbeit“ ist eines von vier traditionellen Radikalen der chinesischen Schrift mit zwölf Strichen.  
Mit drei Zeichenverbindungen in Mathews’ Chinese-English Dictionary kommt es nur sehr selten im Lexikon vor.

## Schriftzeichenverbindungen, die vom Radikal 204 regiert werden
| Striche | Zeichen |
| ------- | ------- |
| +0      | 黹      |
| +04     | 黺      |
| +05     | 黻      |
| +07     | 黼      |

 Im Unicodeblock Kangxi-Radikale ist das Radikal 204 unter der Codepointnummer 12.235 (U+2FCB) codiert.